# Nicolò Cambiaghi
Nicolò Cambiaghi (* 28. Dezember 2000 in Monza) ist ein italienischer Fußballspieler. Der Flügelstürmer steht aktuell bei FC Bologna unter Vertrag. 

## Karriere

### Vereine
Als Jugendlicher spielte Cambiaghi in den U 17- und U 19-Mannschsften von Atalanta Bergamo. In der Saison 2019/20 nahm er mit der U 19-Mannschaft an der UEFA Youth League teil und bestritt dort sechs Spiele. Mitte August 2020 wurde er für die Saison 2020/21 an den Zweitligisten AC Reggiana ausgeliehen. Er bestritt dort 18 von 38 möglichen Ligaspielen und ein Pokalspiel.
Zurück in Bergamo wurde Mitte Juli 2022 eine neue Ausleihe für die Saison 2021/22 zu Pordenone Calcio ebenfalls in die Serie B vereinbart. Hier bestritt er 36 von 38 möglichen Ligaspielen, in denen er sieben Tore schoss, sowie erneut ein Pokalspiel.
Zur Saison 2022/23 wurde er für ein Jahr in die Serie A zum FC Empoli ausgeliehen. Hier kam er in seiner ersten Saison bei 28 von 38 möglichen Ligaspielen zum Einsatz, in denen er sechs Tore schoss, sowie wieder ein Pokalspiel. Mitte August 2023 wurde eine neue Ausleihe für die nächste Saison zu Empoli vereinbart. Nun kam er bei 37 von 38 Ligaspielen mit einem geschossenen Tor zum Einsatz. Lediglich beim ersten Spiel der Saison fehlte er infolge einer Sperre nach einer gelb-roten Karte im letzten Spiel der Vorsaison. Insgesamt bestritt Cambiaghi kein Spiel für die erste Mannschaft von Bergamo.
Mitte Juli 2024 wechselte der Offensivallrounder zum Ligakonkurrenten FC Bologna, bei dem er einen Vertrag bis 2029 unterschrieb. Hier bestritt er in seiner ersten Saison nur 18 von 38 mögliche Ligaspielen mit einem geschossenen Tor sowie zwei Pokalspielen und trug damit zum Gewinn des italienischen Pokals bei. Von  Mitte August 2024 bis Ende Januar 2025 fiel er wegen einer Kreuzbandoperation aus.

### Nationalmannschaft
Cambiaghi debütierte im März 2022 unter Paolo Nicolato für die italienische U21-Nationalmannschaft. Am 14. Juni 2022 erzielte er beim 4:1-Sieg gegen Irland sein erstes Tor für die U21. Er bestritt alle drei Gruppenspielen bei der U-21-Europameisterschaft 2023 für diese. Mit Ende der EM überschritt er die Altersgrenze für die U 21.
Bis Sommer 2025 erfolgte noch keine Berufung in die A-Nationalmannschaft.

## Erfolge
FC Bologna
- Italienischer Pokalsieger: 2024/25